# Stadtbibliothek Nordhorn
Die Stadtbibliothek Nordhorn ist die größte Bibliothek im Landkreis Grafschaft Bentheim, Niedersachsen.

## Geschichte
Die Stadtbibliothek Nordhorn geht auf eine 1873 gegründete öffentliche Bibliothek zurück. Nach wechselnden Standorten erfolgte 2001 die Unterbringung der Hauptstelle in einem modernen Gebäude am Büchereiplatz direkt hinter dem Nordhorner Rathaus, wo rund 1 600 m² Fläche zur Verfügung stehen. Im selben Jahr erhielt die Bibliothek den Niedersächsischen Bibliothekspreis der VGH-Stiftung. Nachdem sich der Landkreis Grafschaft Bentheim 2009 aus der Trägerschaft der Bibliothek zurückgezogen hatte, änderte die Bibliothek ihren Namen von Euregio-Bücherei in Stadtbibliothek Nordhorn.

## Auszeichnungen
Seit 2009 wird die Stadtbibliothek regelmäßig vom Deutschen Bibliotheksverband als eine der besten Bibliotheken in Deutschland bewertet (2015 in der Gruppe „50.000–100.000 EW“: Rang 10 auf Bundesebene, Rang 1 in Niedersachsen). Am 15. Februar 2013 wurde ihr von der Büchereizentrale Niedersachsen und der niedersächsischen Landesregierung erstmals das Zertifikat „Bibliothek mit Qualität und Siegel“ verliehen, 2016 wurde die Bibliothek rezertifiziert.

## Standorte
Neben der Hauptstelle existieren zwei weitere Standorte der Stadtbibliothek Nordhorn. Eine befindet sich in der Grundschule Blanke im Stadtteil Blanke und eine im Dorfgemeinschaftshaus Klausheide.

## Bestand
Die Bibliothek hat einen Bestand von 95.311 und eine Jahresausleihe von 477.521 Medieneinheiten (Stand: 31. Dezember 2018).